# Dorothy Ripley
Dorothy Ripley (født 1767 i Whitby, død 10. februar 1832) var en engelsk missionær (kristendom) i USA og forfatter. 